# ワンダフルタウン (競走馬)
ワンダフルタウン（欧字名:Wonderful Town、2018年1月31日 - ）は、日本の競走馬。主な勝ち鞍は2020年の京都2歳ステークス、2021年の青葉賞。
馬名の意味は、曲名。

## 戦績

### 2歳（2020年）
6月28日、阪神競馬場で行われた2歳新馬戦に3番人気でデビュー。後方追走から直線で追い込んでくるもダノンザキッドの2着に敗れる。続く7月25日新潟競馬場の2歳未勝利戦は道中4番手追走から直線で抜け出すと最後は後続に8馬身差をつけ初勝利を挙げた。
休養を挟み、10月31日京都競馬場で行われた萩ステークスでは中団追走から脚を伸ばすもののシュヴァリエローズの3着に終わる。11月28日の京都2歳ステークスは道中後方待機から直線で末脚を伸ばすと最後はラーゴムに3/4馬身差をつけ重賞初制覇を果たした。

### 3歳（2021年）
爪の不安による治療により復帰が遅れ、予定していた皐月賞をパスし5月1日の青葉賞に出走、5か月ぶりの実戦だったが、スタートを決め、先行勢の後ろを確保し、直線満を持して抜け出すと、内から迫ってきたキングストンボーイをハナ差凌いで重賞2勝目。日本ダービーへの優先出走権を獲得した。初のGI出走となった東京優駿は5番人気に支持される。レースは中団で脚を溜め、やや早めに進出したが伸びくれず10着に敗退。初の二桁着順を喫した。秋に入り、9月26日の神戸新聞杯では中団で脚を溜めるも不良馬場が響いて直線で伸びを欠き8着に沈んだ。

### 4歳（2022年）～6歳（2024年）
2022年10月30日のカシオペアステークスで復帰したが12着と大敗。その後は中距離重賞を中心に使われるも、2023年6月の鳴尾記念の4着が最高着順であった。明け6歳となった2024年は初の長距離戦となった1月の万葉ステークスで5着と掲示板を確保したが、2月17日のダイヤモンドステークスでは6着に終わった。11月2日付けで競走馬登録を抹消され、現役を引退した。引退後は乗馬となる予定であるが、繋養先は未定。

## 競走成績
以下の内容は、JBISサーチおよびnetkeiba.comに基づく。
| 競走日     | 競馬場 | 競走名        | 格   | 距離（馬場）  | 頭 数 | 枠 番 | 馬 番 | オッズ （人気） | 着順 | タイム （上がり3F） | 着差 | 騎手      | 斤量 [kg] | 1着馬（2着馬）         | 馬体重 [kg] |
| ---------- | ------ | ------------- | ---- | ------------- | ----- | ----- | ----- | --------------- | ---- | ------------------- | ---- | --------- | --------- | ---------------------- | ----------- |
| 2020.06.28 | 阪神   | 2歳新馬       |      | 芝1800m（稍） | 14    | 8     | 13    | 006.50（3人）   | 02着 | R1:48.8（34.7）     | -0.5 | 0和田竜二 | 54        | ダノンザキッド         | 444         |
| 0000.07.25 | 新潟   | 2歳未勝利     |      | 芝1800m（稍） | 13    | 5     | 6     | 001.40（1人）   | 01着 | R1:46.5（34.0）     | -1.3 | 0和田竜二 | 54        | （ヴォワドアンジェ）   | 448         |
| 0000.10.31 | 京都   | 萩S           | L    | 芝1800m（良） | 8     | 2     | 2     | 001.80（1人）   | 03着 | R1:48.3（34.1）     | -0.2 | 0和田竜二 | 55        | シュヴァリエローズ     | 464         |
| 0000.11.28 | 阪神   | 京都2歳S      | GIII | 芝2000m（良） | 10    | 7     | 8     | 004.40（3人）   | 01着 | R2:01.6（35.0）     | -0.1 | 0和田竜二 | 55        | （ラーゴム）           | 462         |
| 2021.05.01 | 東京   | 青葉賞        | GII  | 芝2400m（良） | 18    | 1     | 2     | 005.00（3人）   | 01着 | R2:25.2（34.4）     | -0.0 | 0和田竜二 | 56        | （キングストンボーイ） | 466         |
| 0000.05.30 | 東京   | 東京優駿      | GI   | 芝2400m（良） | 17    | 6     | 12    | 016.20（5人）   | 10着 | R2:23.3（34.4）     | -0.8 | 0和田竜二 | 57        | シャフリヤール         | 470         |
| 0000.09.26 | 中京   | 神戸新聞杯    | GII  | 芝2200m（不） | 10    | 2     | 2     | 009.10（4人）   | 08着 | R2:19.4（37.5）     | -1.4 | 0和田竜二 | 56        | ステラヴェローチェ     | 472         |
| 2022.10.30 | 阪神   | カシオペアS   | L    | 芝1800m（良） | 15    | 3     | 5     | 028.90（9人）   | 12着 | R1:46.9（33.5）     | -0.8 | 0和田竜二 | 58        | アドマイヤビルゴ       | 474         |
| 0000.12.10 | 中京   | 中日新聞杯    | GIII | 芝2000m（良） | 18    | 2     | 4     | 096.1（15人）   | 08着 | R1:59.8（34.9）     | -0.4 | 0幸英明   | 57        | キラーアビリティ       | 474         |
| 2023.01.05 | 中山   | 中山金杯      | GIII | 芝2000m（良） | 17    | 7     | 14    | 038.9（11人）   | 16着 | R2:01.6（36.1）     | -1.4 | 0津村明秀 | 58        | ラーグルフ             | 482         |
| 0000.03.12 | 中京   | 金鯱賞        | GII  | 芝2000m（良） | 12    | 5     | 5     | 120.1（11人）   | 10着 | R2:00.7（34.7）     | -0.9 | 0和田竜二 | 57        | プログノーシス         | 474         |
| 0000.04.02 | 阪神   | 大阪杯        | GI   | 芝2000m（良） | 16    | 3     | 5     | 326.2（15人）   | 14着 | R1:58.9（35.4）     | -1.5 | 0和田竜二 | 58        | ジャックドール         | 472         |
| 0000.06.03 | 阪神   | 鳴尾記念      | GIII | 芝2000m（良） | 15    | 5     | 8     | 254.8（13人）   | 04着 | R1:59.3（35.3）     | -0.2 | 0和田竜二 | 57        | ボッケリーニ           | 468         |
| 0000.08.13 | 小倉   | 小倉記念      | GIII | 芝2000m（良） | 16    | 6     | 11    | 024.60（9人）   | 15着 | R2:00.5（37.5）     | -2.7 | 0和田竜二 | 58        | エヒト                 | 472         |
| 0000.12.09 | 中京   | 中日新聞杯    | GIII | 芝2000m（良） | 17    | 8     | 17    | 077.5（14人）   | 14着 | R1:59.8（34.6）     | -1.0 | 0和田竜二 | 57        | ヤマニンサルバム       | 474         |
| 2024.01.06 | 京都   | 万葉S         | OP   | 芝3000m（良） | 13    | 5     | 7     | 045.80（9人）   | 05着 | R3:05.8（36.7）     | -0.5 | 0藤岡康太 | 57        | メイショウブレゲ       | 476         |
| 0000.02.17 | 東京   | ダイヤモンドS | GIII | 芝3400m（良） | 10    | 1     | 1     | 029.20（7人）   | 06着 | R3:31.3（34.6）     | -0.9 | 0戸崎圭太 | 57        | テーオーロイヤル       | 474         |

- タイム欄のRはレコード勝ちを示す

## 血統表
| ワンダフルタウンの血統      | ワンダフルタウンの血統             | ワンダフルタウンの血統 | （血統表の出典）  | （血統表の出典）  |
| 父系                        | キングマンボ系                     | キングマンボ系         | キングマンボ系    | [ § 2 ]           |
| 父 ルーラーシップ 2007 鹿毛 | 父の父キングカメハメハ 2001 鹿毛   | Kingmambo              | Mr. Prospector    | Mr. Prospector    |
| 父 ルーラーシップ 2007 鹿毛 | 父の父キングカメハメハ 2001 鹿毛   | Kingmambo              | Miesque           |                   |
| 父 ルーラーシップ 2007 鹿毛 | 父の父キングカメハメハ 2001 鹿毛   | *マンファス            | *ラストタイクーン | *ラストタイクーン |
| 父 ルーラーシップ 2007 鹿毛 | 父の父キングカメハメハ 2001 鹿毛   | *マンファス            | Pilot Bird        |                   |
| 父 ルーラーシップ 2007 鹿毛 | 父の母エアグルーヴ 1993 鹿毛       | *トニービン            | *カンパラ         | *カンパラ         |
| 父 ルーラーシップ 2007 鹿毛 | 父の母エアグルーヴ 1993 鹿毛       | *トニービン            | Severn Bridge     |                   |
| 父 ルーラーシップ 2007 鹿毛 | 父の母エアグルーヴ 1993 鹿毛       | ダイナカール           | *ノーザンテースト | *ノーザンテースト |
| 父 ルーラーシップ 2007 鹿毛 | 父の母エアグルーヴ 1993 鹿毛       | ダイナカール           | シャダイフェザー  |                   |
| 母 シーオブラブ 2012 鹿毛   | 母の父ディープインパクト 2002 鹿毛 | *サンデーサイレンス    | Halo              | Halo              |
| 母 シーオブラブ 2012 鹿毛   | 母の父ディープインパクト 2002 鹿毛 | *サンデーサイレンス    | Wishing Well      |                   |
| 母 シーオブラブ 2012 鹿毛   | 母の父ディープインパクト 2002 鹿毛 | *ウインドインハーヘア  | Alzao             | Alzao             |
| 母 シーオブラブ 2012 鹿毛   | 母の父ディープインパクト 2002 鹿毛 | *ウインドインハーヘア  | Burghclere        |                   |
| 母 シーオブラブ 2012 鹿毛   | 母の母*バランセラ 2001 栗毛        | Acatenango             | Surumu            | Surumu            |
| 母 シーオブラブ 2012 鹿毛   | 母の母*バランセラ 2001 栗毛        | Acatenango             | Aggravate         |                   |
| 母 シーオブラブ 2012 鹿毛   | 母の母*バランセラ 2001 栗毛        | Baranciaga             | Bering            | Bering            |
| 母 シーオブラブ 2012 鹿毛   | 母の母*バランセラ 2001 栗毛        | Baranciaga             | Maxencia          |                   |
| 母系(F-No.)                 | 19号族(FN:19)                      | 19号族(FN:19)          | 19号族(FN:19)     | [ § 3 ]           |
| 5代内の近親交配             | なし                               | なし                   | なし              | [ § 4 ]           |
| 出典                        | 1. 2. 3. 4.                        | 1. 2. 3. 4.            | 1. 2. 3. 4.       | 1. 2. 3. 4.       |

- 母母バランセラはGIのクイーンエリザベス2世チャレンジカップステークス 、E.P.テイラーステークス2着馬。
- 近親に2016年紫苑ステークス勝ち馬のビッシュ、2024年川崎記念勝ち馬のライトウォーリアがいる。